# Tuoba sudanensis
Tuoba sudanensis is een duizendpotensoort uit de familie van de Geophilidae. De wetenschappelijke naam van de soort is voor het eerst geldig gepubliceerd in 1963 door Lewis.